# Semjon Alexandrowitsch Altschuler
Semjon Alexandrowitsch Altschuler (russisch Семён Александрович Альтшулер, englische Transkription Semen Aleksandrovich Altshuler, * 11. Septemberjul. / 24. September 1911greg. in Witebsk, Russisches Kaiserreich; † 24. Januar 1983 in Kasan) war ein sowjetischer Physiker, der wichtige Beiträge zur Elektronenspinresonanz leistete.

## Leben und Wirken
Altschuler studierte ab 1928 an der Universität Kasan. 1932 schloss er das Studium ab und absolvierte anschließend ein postgraduales Studium am Lebedew-Institut für Physik der Akademie der Wissenschaften der UdSSR in Moskau bei Igor Tamm. Mit Tamm publizierte er seine erste wichtige Arbeit, in der die Existenz eines magnetischen Moments des Neutrons und das Vorzeichen und die Größe dieses Moments vorausgesagt wurden. 1934 kehrte er an die Kasaner Universität zurück, wo er Vorlesungen zur theoretischen Physik hielt und mit Jewgeni Sawoiski und Boris Kosyrew Anfang der 1940er Jahre Experimente zur kernmagnetischen Resonanz durchführte. Sie konnten jedoch seinerzeit den NMR-Effekt aufgrund experimenteller Probleme noch nicht entdecken, zumal ihre Arbeiten 1941 durch den Beginn des Deutsch-Sowjetischen Krieges unterbrochen wurden. 
Altschuler meldete sich freiwillig zur Roten Armee und war nach einer kurzen Ausbildung im Fronteinsatz in einer Einheit der Panzerabwehr. Ende des Krieges hatte er den militärischen Rang eines Majors. Nach seiner Demobilisierung 1946 kehrte er an die Kasaner Universität zurück, wo er bis zu seinem Lebensende tätig war, ab 1956 als Professor und später als Leiter der Abteilung für Radiospektroskopie und Quantenelektronik. Er gehörte zu der Kasaner Gruppe von Physikern, die durch ihre Beiträge zur Elektronenspinresonanz (ESR) (englisch electron paramagnetic resonance, EPR) bekannt wurde. Neben anderen wichtigen Arbeiten sagte er 1952 unabhängig von Alfred Kastler in einer theoretischen Veröffentlichung die akustische paramagnetische Resonanz (englisch acoustic paramagnetic resonance, APR) bezeichnet, voraus. Die APR ist eine Variation der EPR, bei der die akustischen und nicht die elektromagnetischen Wellen von der untersuchten Probe absorbiert werden. Die APR wurde 1955 experimentell bestätigt.
1976 wurde Altschuler zum korrespondierenden Mitglied der Akademie der Wissenschaften der UdSSR gewählt. Er erhielt zahlreiche Auszeichnungen, darunter den Orden des Vaterländischen Krieges, den Orden des Roten Sterns und den Orden des Roten Banners der Arbeit.

## Schriften (Auswahl)
- S. A. Altshuler, B. M. Kozyrev: Electron Paramagnetic Resonance. Academic Press, New York, London 1964, ISBN 978-1-4832-0053-8, S. XI, 372.